# Angie Waller
Angie Waller ist eine Medienkünstlerin. Zu ihren Werken zählen Bücher, Installationen und Webseiten. Sie beschäftigt sich mit Sprache und Bildsprache und wie beide durch automatisierte Technologien beeinflusst werden. Mithilfe von Text und Diagrammen zeigt sie seltsame und beunruhigende Phänomene auf.
Ihre Bücher befinden sich in den Sammlungen der MoMA Library, der Whitney Museum Library und des ZKM Zentrum für Kunst und Medientechnologie Karlsruhe.

## Werke (Auswahl)

### Installation
Armored Cars: Protect Yourself From Ballistic Attacks (Gepanzerte Autos: Schützen Sie sich vor ballistischen Angriffen) von 2009 ist eine Video- und Fotocollage, die aus Marketingmaterial für gepanzerte Autos verschiedener Hersteller verschiedener Hersteller zusammengestellt wurde. Dieses Werk wurde mit der Angst nach dem 11. September 2001 und der von Wohlhabenden in politisch instabilen Zeiten assoziiert. Des Weiteren sei es eine Persiflage auf künstlich erzeugte Firmenwerte, die die Autohersteller aus Marketinggründen erschaffen.

### Webseite
Das Projekt The Most Boring Places in the World von 2009 bestand aus einer interaktiven Website. Das Projekt zeigte eine Google Earth tour, die unterschiedliche Orte verband, die in Chatrooms, Blogs o. Ä. von Benutzern im Zeitraum vom 10. Januar bis 1. Mai 2009 als „Langweiligster Ort der Welt“ betitelt wurden.

### Print
Ihr Projekt Data Mining the Amazon von 2003 nutzt die Funktion „Kunden, die diesen Artikel gekauft haben, kauften auch“. Es katalogisiert Zusammenhänge zwischen Buchkunden und Musik-CDs, die von Nutzern mit ähnlichem Geschmack gekauft wurden. Die Künstlerin war fasziniert von dem Zusammenhang zwischen Gedankenwelt und Musikgeschmack von Menschen. Das Projekt ist als Buch erhältlich.
2017 schuf Waller drei Werke unter dem Titel Automatic Automatic Writing Sessions. Die Bände basieren auf dem Übersetzungsalgorithmus von Google Übersetzer. Die in den Büchern veröffentlichten Texte sind nach folgendem Schema entstanden: Im Übersetzungsfenster von Google Übersetzer wird ein Wort in einer anderen Sprache als Englisch eingegeben. In der ersten Zeile steht das Wort einmal, in der zweiten Zeile zweimal (ohne Leerzeichen), in der nächsten Zeile dreimal usw. Daneben erscheint eine Übersetzung ins Englische, ein „komplexes Wortgeflecht, das Sinnhaftigkeit suggeriert und das Poetische anklingen lässt.“
Dieses Muster wird so lange fortgesetzt, bis Google Übersetzer keine neuen Übersetzungsvarianten mehr erzeugt.
be pregnant

Surprise

Surprise

WOMEN GETTING TOGETHER

get up to take a surrogate mother

Tears for the baby

She is pregnant with the baby

She is pregnant with the baby.

She is pregnant with the baby.

She is pregnant with her mother.

She is pregnant with her mother.

She is pregnant with the baby.
schwanger sein

Überraschung

Überraschung

FRAUEN KOMMEN ZUSAMMEN

steh auf, um eine Leihmutter zu nehmen

Tränen für das Baby

Sie ist schwanger mit dem Baby

Sie ist schwanger mit dem Baby.

Sie ist schwanger mit dem Baby.

Sie ist schwanger mit ihrer Mutter.

Sie ist schwanger mit ihrer Mutter.

Sie ist schwanger mit dem Baby.
Quelle: Angie Waller: The Unfolded Folded. S. 37 (unknownunknowns.org).; freie Übersetzung ins Deutsche

## Ausstellungen (Auswahl)
- 2019: 24/7, Somerset House, London
- 2019: Printed Matter Book Fair, MoMA PS1, Long Island City, NY
- 2018: First Annual New York Tech Zine Fair, New York, NY
- 2017: Word Hack, Babycastles Gallery, New York, NY
- 2016: Internet Yami-Ichi, Queens, New York
- 2014: Welcome to Screenland, Morris and Helen Belkin Art Gallery, The University of British Columbia, Vancouver
- 2013: Googleheim, InterAccess, Toronto
- 2012: Unknown Unknowns, Shifting Communities Roundtable Series at Andrew Freedman Home. Bronx River Art Center, Bronx, NY
- 2011: The Missing Library, Dumbo Arts Center, Brooklyn, NY
- 2010: 17th Annual Chicago Underground Film Festival, Chicago
- 2009: Photocartographies: Tattered Fragments of the Map, G727, Los Angeles, CA
- 2008: American Godless Special Section, Milano Film Festival, Mailand
- 2008: New York Underground Film Festival, Anthology Film Archives, New York, NY
- 2007: Connecting in Kyiv, Outpost for Contemporary Art, Los Angeles und Kiew
- 2007: My Own Private Reality, Edith Russ Haus, Oldenburg
- 2006: Personal Geographies, Hunter College Art Gallery, New York, NY
- 2004: The Location You are at Now, Cultural Transmission Center, Peking
- 2004: IMPAKT Online, Impakt Multimedia Festival, Utrecht